# Słowenia na Zimowych Igrzyskach Olimpijskich 2006
Słowenię na Zimowych Igrzyskach Olimpijskich 2006 reprezentowało 37 zawodników. Był to piąty start Słowenii na zimowych igrzyskach olimpijskich.

## Wyniki reprezentantów Słowenii

### Biathlon

#### Kobiety
| Zawodniczka                                                 | Konkurencja       | Strata | Czas      | Pudła       | Pozycja | Źródło |
| ----------------------------------------------------------- | ----------------- | ------ | --------- | ----------- | ------- | ------ |
| Teja Gregorin                                               | Sprint            | —      | 23:31.2   | 0 (0+0)     | 14.     | [ 1 ]  |
| Tadeja Brankovič                                            | Sprint            | —      | 24:14.1   | 2 (1+1)     | 31.     | [ 1 ]  |
| Dijana Grudiček                                             | Sprint            | —      | 25:28.6   | 3 (1+2)     | 55.     | [ 1 ]  |
| Andreja Mali                                                | Sprint            | —      | 26:02.5   | 3 (1+2)     | 59.     | [ 1 ]  |
| Teja Gregorin                                               | Bieg pościgowy    | 1:00   | 40:20.1   | 2 (0+0+1+1) | 16.     | [ 2 ]  |
| Tadeja Brankovič                                            | Bieg pościgowy    | 1:43   | 42:42.1   | 5 (1+1+1+2) | 31.     | [ 2 ]  |
| Dijana Grudiček                                             | Bieg pościgowy    | 2:57   | DNF       | DNF         | DNF     | [ 2 ]  |
| Andreja Mali                                                | Bieg pościgowy    | 3:31   | DNF       | DNF         | DNF     | [ 2 ]  |
| Teja Gregorin                                               | Bieg masowy       | —      | 43:51.4   | 4 (1+2+0+1) | 19.     | [ 3 ]  |
| Teja Gregorin                                               | Bieg indywidualny | —      | 53:03.7   | 3 (0+2+0+1) | 18.     | [ 4 ]  |
| Andreja Mali                                                | Bieg indywidualny | —      | 53:46.0   | 1 (1+0+0+0) | 21.     | [ 4 ]  |
| Dijana Grudiček                                             | Bieg indywidualny | —      | 55:01.3   | 4 (0+1+1+2) | 30.     | [ 4 ]  |
| Tadeja Brankovič                                            | Bieg indywidualny | —      | 55:38.9   | 6 (0+2+1+3) | 39.     | [ 4 ]  |
| Teja Gregorin Andreja Mali Dijana Grudiček Tadeja Brankovič | Sztafeta 4x6 km   | —      | 1:19:55.7 | 1+11        | 6.      | [ 5 ]  |

#### Mężczyźni
| Zawodniczka                                           | Konkurencja       | Strata | Czas      | Pudła       | Pozycja | Źródło |
| ----------------------------------------------------- | ----------------- | ------ | --------- | ----------- | ------- | ------ |
| Janez Marič                                           | Sprint            | —      | 28:28.6   | 3 (2+1)     | 36.     | [ 6 ]  |
| Matjaž Poklukar                                       | Sprint            | —      | 30:00.6   | 3 (1+2)     | 63.     | [ 6 ]  |
| Janez Ožbolt                                          | Sprint            | —      | 30:08.8   | 2 (1+1)     | 68.     | [ 6 ]  |
| Klemen Bauer                                          | Sprint            | —      | 30:09.3   | 2 (0+2)     | 69.     | [ 6 ]  |
| Janez Marič                                           | Bieg pościgowy    | 2:17   | 39:42.4   | 4 (0+1+1+2) | 37.     | [ 7 ]  |
| Janez Marič                                           | Bieg indywidualny | —      | 59:53.0   | 5 (2+2+1+0) | 40.     | [ 8 ]  |
| Matjaž Poklukar                                       | Bieg indywidualny | —      | 1:00:07.6 | 3 (0+1+1+1) | 47.     | [ 8 ]  |
| Klemen Bauer                                          | Bieg indywidualny | —      | 1:02:25.5 | 5 (0+1+3+1) | 60.     | [ 8 ]  |
| Janez Ožbolt                                          | Bieg indywidualny | —      | 1:03:18.5 | 5 (2+2+0+1) | 69.     | [ 8 ]  |
| Janez Marič Janez Ožbolt Klemen Bauer Matjaž Poklukar | Sztafeta 4x7,5 km | —      | 1:25:01.4 | 1+10        | 10.     | [ 9 ]  |

### Biegi narciarskie

#### Kobiety

##### Sprint
| Zawodnik                    | Konkurencja      | Eliminacje | Eliminacje | Ćwierćfinały | Ćwierćfinały | Półfinały | Półfinały | Finał A/B | Finał A/B | Pozycja | Źródło |
| Zawodnik                    | Konkurencja      | Czas       | Pozycja    | Czas         | Pozycja      | Czas      | Pozycja   | Czas      | Pozycja   | Pozycja | Źródło |
| --------------------------- | ---------------- | ---------- | ---------- | ------------ | ------------ | --------- | --------- | --------- | --------- | ------- | ------ |
| Petra Majdič                | Sprint           | 2:14.62    | 6. (Q)     | 2:17.7       | 2. (Q)       | 2:18.7    | 4. (QB)   | 2:21.5    | 4.        | 8.      | [ 10 ] |
| Vesna Fabjan                | Sprint           | 2:20.34    | 40.        | NQ           | NQ           | NQ        | NQ        | NQ        | NQ        | 40.     | [ 10 ] |
| Maja Benedičič Vesna Fabjan | Sprint drużynowy | —          | —          | —            | —            | 18:59.5   | 7.        | NQ        | NQ        | 14.     | [ 11 ] |

##### Dystanse
| Zawodniczka    | Konkurencja             | Czas      | Pozycja | Źródło |
| -------------- | ----------------------- | --------- | ------- | ------ |
| Petra Majdič   | 10 km stylem klasycznym | 28:22.3   | 6.      | [ 12 ] |
| Maja Benedičič | 10 km stylem klasycznym | 33:41.3   | 65.     | [ 12 ] |
| Petra Majdič   | Bieg łączony na 15 km   | 43:41.7   | 11.     | [ 13 ] |
| Maja Benedičič | Bieg łączony na 15 km   | 46:51.1   | 39.     | [ 13 ] |
| Petra Majdič   | 30 km stylem dowolnym   | 1:25:22.5 | 14.     | [ 14 ] |
| Maja Benedičič | 30 km stylem dowolnym   | DNF       | DNF     | [ 14 ] |

#### Mężczyźni

##### Sprint
| Zawodnik               | Konkurencja      | Eliminacje | Eliminacje | Ćwierćfinały | Ćwierćfinały | Półfinały | Półfinały | Finał A/B | Finał A/B | Pozycja | Źródło |
| Zawodnik               | Konkurencja      | Czas       | Pozycja    | Czas         | Pozycja      | Czas      | Pozycja   | Czas      | Pozycja   | Pozycja | Źródło |
| ---------------------- | ---------------- | ---------- | ---------- | ------------ | ------------ | --------- | --------- | --------- | --------- | ------- | ------ |
| Nejc Brodar            | Sprint           | 2:21.94    | 39.        | NQ           | NQ           | NQ        | NQ        | NQ        | NQ        | 39.     | [ 15 ] |
| Jože Mehle             | Sprint           | 2:27.02    | 56.        | NQ           | NQ           | NQ        | NQ        | NQ        | NQ        | 56.     | [ 15 ] |
| Nejc Brodar Jože Mehle | Sprint drużynowy | —          | —          | —            | —            | 18:34.4   | 8.        | NQ        | NQ        | 16.     | [ 16 ] |

##### Dystanse
| Zawodniczka | Konkurencja             | Czas    | Pozycja | Źródło |
| ----------- | ----------------------- | ------- | ------- | ------ |
| Jože Mehle  | 15 km stylem klasycznym | 42:56.9 | 59.     | [ 17 ] |
| Nejc Brodar | Bieg łączony na 30 km   | 41:23.9 | 45      | [ 18 ] |
| Jože Mehle  | Bieg łączony na 30 km   | 43:00.7 | 55.     | [ 18 ] |
| Nejc Brodar | 50 km stylem dowolnym   | 24:32.2 | 31.     | [ 19 ] |
| Jože Mehle  | 50 km stylem dowolnym   | 24:26.1 | 55.     | [ 19 ] |

### Kombinacja norweska

#### Mężczyźni
| Zawodnik    | Konkurencja | Skoki   | Skoki   | Skoki     | Skoki   | Bieg   | Bieg       | Bieg    | Bieg        | Pozycja | Źródło |
| Zawodnik    | Konkurencja | 1. skok | 2. skok | Punkty    | Pozycja | Strata | Czas netto | Pozycja | Czas brutto | Pozycja | Źródło |
| ----------- | ----------- | ------- | ------- | --------- | ------- | ------ | ---------- | ------- | ----------- | ------- | ------ |
| Damjan Vtič | Sprint      | 121,5 m | —       | 107,8 pkt | 17.     | +1:12  | 19:23.9    | 42.     | 19:41.9     | 34.     | [ 20 ] |
| Damjan Vtič | Gundersen   | 94,5 m  | 92,5 m  | 217 pkt   | 23.     | +3:02  | 42:34.9    | 43.     | 45:36.9     | 40.     | [ 21 ] |

### Łyżwiarstwo figurowe

#### Mężczyźni
| Zawodnik     | Konkurencja | Program krótki | Program krótki | Program dowolny | Program dowolny | Pozycja | Źródło |
| Zawodnik     | Konkurencja | Wynik          | Pozycja        | Wynik           | Pozycja         | Pozycja | Źródło |
| ------------ | ----------- | -------------- | -------------- | --------------- | --------------- | ------- | ------ |
| Gregor Urbas | Soliści     | 46.48          | 29.            | NQ              | NQ              | 29.     | [ 22 ] |

### Narciarstwo alpejskie

#### Kobiety
| Zawodnik     | Konkurencja   | 1. przejazd | 1. przejazd | 2. przejazd | 2. przejazd | Czas końcowy     | Pozycja          | Źródło |
| Zawodnik     | Konkurencja   | Czas        | Pozycja     | Czas        | Pozycja     | Czas końcowy     | Pozycja          | Źródło |
| ------------ | ------------- | ----------- | ----------- | ----------- | ----------- | ---------------- | ---------------- | ------ |
| Petra Robnik | Zjazd         | 1:59.66     | 25.         | —           | —           | 1:59.66          | 25.              | [ 23 ] |
| Urška Rabič  | Zjazd         | DNF         | DNF         | —           | —           | Nieklasyfikowany | Nieklasyfikowany | [ 23 ] |
| Urška Rabič  | Supergigant   | 1:34.12     | 18.         | —           | —           | 1:34.12          | 18.              | [ 24 ] |
| Petra Robnik | Supergigant   | 1:35.10     | 29.         | —           | —           | 1:35.10          | 29.              | [ 24 ] |
| Tina Maze    | Supergigant   | 1:36.64     | 39.         | —           | —           | 1:36.64          | 39.              | [ 24 ] |
| Ana Drev     | Supergigant   | 1:37.92     | 45.         | —           | —           | 1:37.92          | 45.              | [ 24 ] |
| Ana Drev     | Slalom gigant | 1:02.45     | 18.         | 1:09.22     | 5.          | 2:11.67          | 9.               | [ 25 ] |
| Tina Maze    | Slalom gigant | 1:01.97     | 10.         | 1:09.86     | 13.         | 2:11.83          | 12.              | [ 25 ] |
| Ana Kobal    | Slalom        | 44.36       | 22.         | 48.53       | 27.         | 1:32.89          | 25.              | [ 26 ] |

| Zawodnik     | Konkurencja | Slalom         | Slalom         | Slalom         | Slalom  | Zjazd   | Zjazd   | Czas końcowy     | Pozycja          | Źródło |
| Zawodnik     | Konkurencja | Czas przejazdu | Czas przejazdu | Czas całkowity | Pozycja | Czas    | Pozycja | Czas końcowy     | Pozycja          | Źródło |
| Zawodnik     | Konkurencja | 1              | 2              | Czas całkowity | Pozycja | Czas    | Pozycja | Czas końcowy     | Pozycja          | Źródło |
| ------------ | ----------- | -------------- | -------------- | -------------- | ------- | ------- | ------- | ---------------- | ---------------- | ------ |
| Petra Robnik | Kombinacja  | 40.54          | 44.84          | 1:25.38        | 18.     | 1:32.02 | 19.     | 2:57.40          | 21.              | [ 27 ] |
| Urška Rabič  | Kombinacja  | 40.61          | DNF            | DNF            | DNF     | NQ      | NQ      | Nieklasyfikowany | Nieklasyfikowany | [ 27 ] |

#### Mężczyźni
| Zawodnik        | Konkurencja   | 1. przejazd | 1. przejazd | 2. przejazd | 2. przejazd | Czas końcowy     | Pozycja          | Źródło |
| Zawodnik        | Konkurencja   | Czas        | Pozycja     | Czas        | Pozycja     | Czas końcowy     | Pozycja          | Źródło |
| --------------- | ------------- | ----------- | ----------- | ----------- | ----------- | ---------------- | ---------------- | ------ |
| Andrej Jerman   | Zjazd         | 1:51.70     | 28.         | —           | —           | 1:51.70          | 28.              | [ 28 ] |
| Andrej Šporn    | Zjazd         | 1:52.17     | 31.         | —           | —           | 1:52.17          | 31.              | [ 28 ] |
| Andrej Šporn    | Supergigant   | 1:31.84     | 15.         | —           | —           | 1:31.84          | 15.              | [ 29 ] |
| Andrej Jerman   | Supergigant   | 1:33.20     | 28.         | —           | —           | 1:33.20          | 28.              | [ 29 ] |
| Aleš Gorza      | Supergigant   | 1:33.77     | 33.         | —           | —           | 1:33.77          | 33.              | [ 29 ] |
| Mitja Valenčič  | Slalom gigant | 1:18.10     | 14.         | 1:19.29     | 11.         | 2:37.39          | 12.              | [ 30 ] |
| Aleš Gorza      | Slalom gigant | DNF         | DNF         | NQ          | NQ          | Nieklasyfikowany | Nieklasyfikowany | [ 30 ] |
| Bernard Vajdič  | Slalom gigant | DNF         | DNF         | NQ          | NQ          | Nieklasyfikowany | Nieklasyfikowany | [ 30 ] |
| Drago Grubelnik | Slalom        | 54.87       | 19.         | 50.82       | 11.         | 1:45.69          | 13.              | [ 31 ] |
| Bernard Vajdič  | Slalom        | 55.16       | 22.         | 51.27       | 19.         | 1:46.43          | 19.              | [ 31 ] |
| Mitja Valenčič  | Slalom        | DNF         | DNF         | NQ          | NQ          | Nieklasyfikowany | Nieklasyfikowany | [ 31 ] |
| Aleš Gorza      | Slalom        | DNF         | DNF         | NQ          | NQ          | Nieklasyfikowany | Nieklasyfikowany | [ 31 ] |

| Zawodnik      | Konkurencja | Zjazd   | Zjazd   | Slalom         | Slalom         | Slalom         | Slalom  | Czas końcowy | Pozycja | Źródło |
| Zawodnik      | Konkurencja | Czas    | Pozycja | Czas przejazdu | Czas przejazdu | Czas całkowity | Pozycja | Czas końcowy | Pozycja | Źródło |
| Zawodnik      | Konkurencja | Czas    | Pozycja | 1              | 2              | Czas całkowity | Pozycja | Czas końcowy | Pozycja | Źródło |
| ------------- | ----------- | ------- | ------- | -------------- | -------------- | -------------- | ------- | ------------ | ------- | ------ |
| Aleš Gorza    | Kombinacja  | 1:41.31 | 29.     | 46.44          | 45.16          | 1:31.60        | 14.     | 3:12.91      | 15.     | [ 32 ] |
| Andrej Jerman | Kombinacja  | 1:40.62 | 20.     | 46.91          | 46.27          | 1:33.18        | 22.     | 3:13.80      | 19.     | [ 32 ] |
| Andrej Šporn  | Kombinacja  | 1:39.67 | 7.      | 46.20          | 57.66          | 1:43.86        | 33.     | 3:23.53      | 30.     | [ 32 ] |

### Narciarstwo dowolne

#### Kobiety
| Zawodnik      | Konkurencja      | Eliminacje | Eliminacje | Eliminacje | Finał | Finał  | Finał   | Źródło |
| Zawodnik      | Konkurencja      | Czas       | Punkty     | Pozycja    | Czas  | Punkty | Pozycja | Źródło |
| ------------- | ---------------- | ---------- | ---------- | ---------- | ----- | ------ | ------- | ------ |
| Nina Bednarik | Jazda po muldach | 30.03      | 19,54 pkt  | 24.        | NQ    | NQ     | NQ      | [ 33 ] |

#### Mężczyźni
| Zawodnik  | Konkurencja        | Eliminacje | Eliminacje | Eliminacje | Eliminacje | Finał  | Finał  | Finał | Finał   | Źródło |
| Zawodnik  | Konkurencja        | Punkty     | Punkty     | Suma       | Pozycja    | Punkty | Punkty | Suma  | Pozycja | Źródło |
| Zawodnik  | Konkurencja        | 1          | 2          | Suma       | Pozycja    | 1      | 2      | Suma  | Pozycja | Źródło |
| --------- | ------------------ | ---------- | ---------- | ---------- | ---------- | ------ | ------ | ----- | ------- | ------ |
| Miha Gale | Skoki akrobatyczne | DNS        | DNS        | DNS        | DNS        | DNS    | DNS    | DNS   | DNS     | [ 34 ] |

### Saneczkarstwo

#### Mężczyźni
| Zawodnik       | Konkurencja | Czas ślizgu | Czas ślizgu | Czas ślizgu | Czas ślizgu | Czas końcowy | Pozycja | Źródło |
| Zawodnik       | Konkurencja | 1           | 2           | 3           | 4           | Czas końcowy | Pozycja | Źródło |
| -------------- | ----------- | ----------- | ----------- | ----------- | ----------- | ------------ | ------- | ------ |
| Domen Pociecha | Jedynki     | 53.141      | 53.073      | 53.039      | 53.072      | 3:32.325     | 26.     | [ 35 ] |

### Skoki narciarskie

#### Mężczyźni
| Zawodnik                                                 | Konkurencja       | Kwalifikacje | Kwalifikacje | Kwalifikacje | Konkurs główny              | Konkurs główny | Konkurs główny | Konkurs główny | Konkurs główny | Konkurs główny | Pozycja | Źródło |
| Zawodnik                                                 | Konkurencja       | Wynik        | Punkty       | Pozycja      | 1. seria                    | 1. seria       | 1. seria       | 2. seria       | 2. seria       | Suma punktów   | Pozycja | Źródło |
| Zawodnik                                                 | Konkurencja       | Wynik        | Punkty       | Pozycja      | Wynik                       | Punkty         | Pozycja        | Wynik          | Punkty         | Suma punktów   | Pozycja | Źródło |
| -------------------------------------------------------- | ----------------- | ------------ | ------------ | ------------ | --------------------------- | -------------- | -------------- | -------------- | -------------- | -------------- | ------- | ------ |
| Primož Peterka                                           | Skocznia normalna | 96,5 m       | 117 pkt      | 16. (Q)      | 97 m                        | 118,5 pkt      | 23. (Q)        | 88 m           | 96,5 pkt       | 215 pkt        | 30.     | [ 36 ] |
| Jernej Damjan                                            | Skocznia normalna | 96 m         | 114,5 pkt    | 21. (Q)      | 93 m                        | 109 pkt        | 35.            | NQ             | NQ             | 109 pkt        | 35.     | [ 36 ] |
| Robert Kranjec                                           | Skocznia normalna | 92 m         | 102 pkt      | (pQ)         | 91,5 m                      | 105,5 pkt      | 41.            | NQ             | NQ             | 105,5 pkt      | 41.     | [ 36 ] |
| Rok Benkovič                                             | Skocznia normalna | 94 m         | 108 pkt      | 28. (Q)      | 87,5 m                      | 91,5 pkt       | 49.            | NQ             | NQ             | 91,5 pkt       | 49.     | [ 36 ] |
| Jernej Damjan                                            | Skocznia duża     | 120,5 m      | 105,9 pkt    | 7. (Q)       | 116,5 m                     | 97,2 pkt       | 27. (Q)        | 115 m          | 95 pkt         | 192,2 pkt      | 28.     | [ 37 ] |
| Rok Benkovič                                             | Skocznia duża     | 110 m        | 84,5 pkt     | 26. (Q)      | 118 m                       | 99,9 pkt       | 22. (Q)        | 113 m          | 90,4 pkt       | 190,3 pkt      | 29.     | [ 37 ] |
| Primož Peterka                                           | Skocznia duża     | 114,5 m      | 93,1 pkt     | 14. (Q)      | 115 m                       | 92 pkt         | 34.            | NQ             | NQ             | 92 pkt         | 34.     | [ 37 ] |
| Robert Kranjec                                           | Skocznia duża     | 121,5 m      | 106,7 pkt    | (pQ)         | 102 m                       | 63,1 pkt       | 49.            | NQ             | NQ             | 63,1 pkt       | 49.     | [ 37 ] |
| Rok Benkovič Robert Kranjec Primož Peterka Jernej Damjan | Drużynowo         | —            | —            | —            | 116 m 105,5 m 122,5 m 124 m | 390,4 pkt      | 10.            | NQ             | NQ             | 390,4 pkt      | 10.     | [ 38 ] |

### Snowboard

#### Mężczyźni
| Zawodnik         | Konkurencja       | Eliminacje | Eliminacje | Eliminacje  | Eliminacje | 1/8 finału                      | Ćwierćfinały                    | O miejsca 5-8.                   | O miejsca 5-8.                   | Półfinały        | Finał/O brąz     | Pozycja | Źródło |
| Zawodnik         | Konkurencja       | Czas       | Czas       | Suma czasów | Pozycja    | 1/8 finału                      | Ćwierćfinały                    | 1                                | 2                                | Półfinały        | Finał/O brąz     | Pozycja | Źródło |
| Zawodnik         | Konkurencja       | 1          | 2          | Suma czasów | Pozycja    | Przeciwnik Wynik                | Przeciwnik Wynik                | Przeciwnik Wynik                 | Przeciwnik Wynik                 | Przeciwnik Wynik | Przeciwnik Wynik | Pozycja | Źródło |
| ---------------- | ----------------- | ---------- | ---------- | ----------- | ---------- | ------------------------------- | ------------------------------- | -------------------------------- | -------------------------------- | ---------------- | ---------------- | ------- | ------ |
| Dejan Košir      | Gigant równoległy | 34.84      | 36.22      | 1:11.06     | 8. (Q)     | T. Jewell Wygrana (-0.29/-0.30) | S. Schoch Porażka (+0.59/+1.27) | G. Jaquet Wygrana (-0.85/DQ)     | H. Inniger Porażka (+0,94/+0.42) | NQ               | NQ               | 6.      | [ 39 ] |
| Rok Flander      | Gigant równoległy | 36.38      | 34.80      | 1:11.18     | 10. (Q)    | N. Huet Wygrana (-1.35/-0.53)   | P. Schoch Porażka (+1.35/+0.61) | H. Inniger Porażka (+0,18/-0.14) | G. Jaquet Wygrana (-0.12/-0.41)  | NQ               | NQ               | 7.      | [ 39 ] |
| Izidor Šušteršič | Gigant równoległy | 36.32      | 36.64      | 1:12.96     | 21.        | NQ                              | NQ                              | NQ                               | NQ                               | NQ               | NQ               | 21.     | [ 39 ] |
| Tomaž Knafelj    | Gigant równoległy | 36.37      | 38.50      | 1:14.87     | 26.        | NQ                              | NQ                              | NQ                               | NQ                               | NQ               | NQ               | 26.     | [ 39 ] |